# Yuh Myung-woo
Yuh Myung-woo est un boxeur sud-coréen né le 10 janvier 1964 à Séoul.

## Carrière
Champion d'Asie OPBF des poids mi-mouches en 1984, il devient champion du monde WBA de la catégorie le 8 décembre 1985 en battant aux points Joey Olivo. Yuh conserve pendant 6 ans (et à 17 reprises) son titre avant de perdre face au japonais Hiroki Ioka le 17 décembre 1991. Il prend sa revanche le 18 novembre 1992 puis annonce sa retraite après une nouvelle victoire remportée aux dépens de Yuichi Hosono le 25 juillet 1993.

## Distinction
- Yuh Myung-woo est membre de l'International Boxing Hall of Fame depuis 2013[1].